# Porsche 959
Porsche 959 — мелкосерийный дорожный автомобиль компании Porsche AG, разработанный в стилистике и концепции классического заднемоторного Porsche 911 в первой половине 1980-х годов в рамках проекта-959 (гоночный автомобиль для чемпионата мира по ралли), выпущенный в продажу ограниченной партией в 292 штуки в 1986—1988 годах, и ставший «передвижной выставкой» возможностей компании Porsche как разработчика.

## Характеристики
На автомобиле был применён комплекс сложных и редких на тот момент технических решений, таких как: двойной параллельно-последовательный турбонаддув, гидропневматическая подвеска с тремя режимами дорожного просвета, полный привод по требованию с двухканальной электрогидравлической системой управления, 6-ступенчатая МКП, регулируемые из салона амортизаторы, 4-канальная АБС, система контроля давления в шинах, информационная система для водителя, композитные кузовные панели. Для своего времени был одним из самых дорогих серийных автомобилей — 420 000 DM (с 15 % НДС).
В версии Comfort у автомобиля сохранялась посадочная формула 2+2, как и у 911. В версии Sport задние пассажирские сиденья были удалены для уменьшения веса.

## Статус
В связи с отсутствием существенного числа известных случаев аварий, вероятно, что большая часть выпущенных Porsche 959 до сих пор на ходу, а сами они хранятся в различных частных коллекциях. Несколько автомобилей находятся в музее Porsche в Цуффенхаузене.

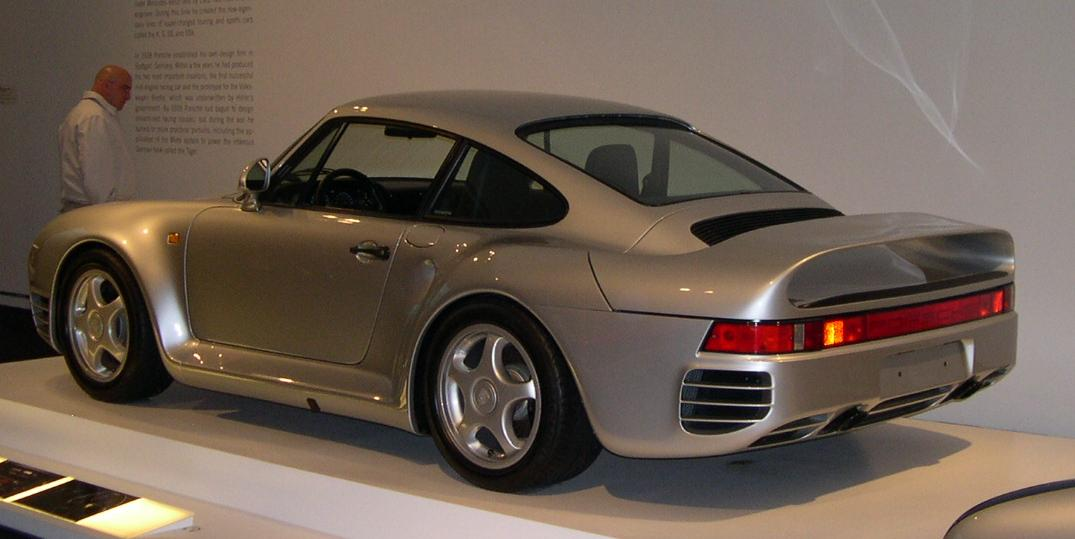
Вид сзади
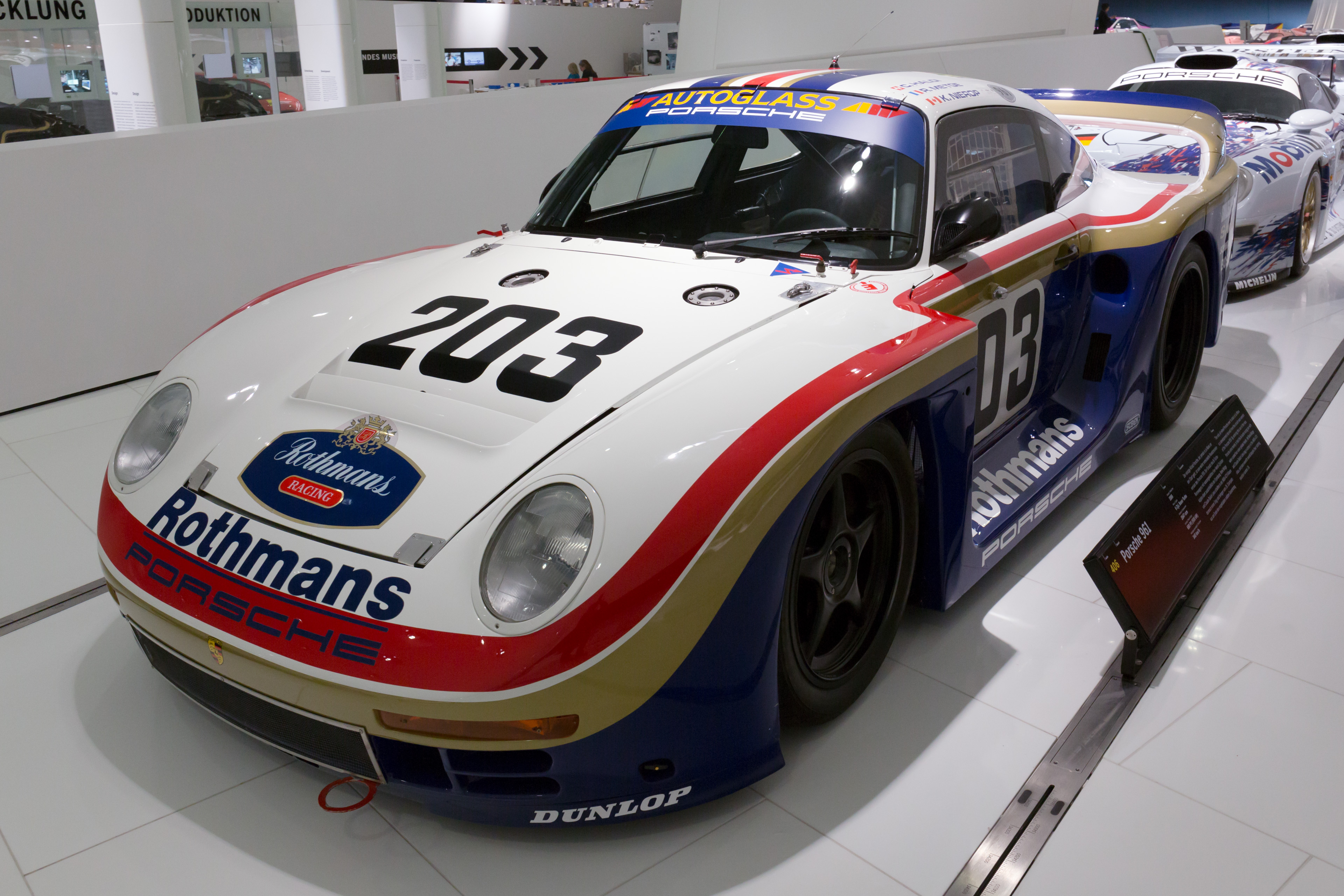
Porsche 961 (гоночная версия)